# Belfort-du-Quercy
Belfort-du-Quercy là một xã thuộc tỉnh Lot trong vùng Occitanie phía tây nam nước Pháp. Xã này nằm ở khu vực có độ cao trung bình 239 mét trên mực nước biển.